# Perrine de Baume
Perrine de La Roche de Baume (* 1408 auf Burg Baume; † nach 1477) war eine savoyardische Klarissin.
Perrine de Baume war die Tochter des Alard, Herr von Roche und von Baume. Ihre Schwester Mahault war 1472 Äbtissin von Orbe, ihr Onkel Henri Franziskaner und Beichtvater der heiligen Colette von Corbie. Perrine schloss sich Colette an und war von 1424 bis 1426 Klarissin am neugegründeten Kloster in Vevey. Ihre 1471–1477 diktierten Erinnerungen stellen eine wichtige Quelle zum Leben der Heiligen dar.

## Schriften
- Pierre de Vaux and Sister Perrine de Baume: Two Lives of Saint Colette. Iter Press, New York 2022, ISBN 978-1-64959-066-4.
- Ubald d’Alençon (Hrsg.): Les Vies de Ste Colette de Corbie, réformatrice des frères mineurs et les clarisses, écrites par ses contemporains le P. Pierre de Reims, dit de Vaux, et Soeur Perrine de la Roche et de Baume. In: Archivum franciscanum historicum. Band 4, 1911.